# Franz Bartscher
Franz Bartscher (* 27. Januar 1874 in Rietberg; † 16. Juni 1939 ebenda) war ein deutscher Jurist und Politiker (Zentrum).
Bartscher besuchte die Schule bis zur Obersekundareife und trat dann in den mittleren Justizdienst. Er war Amtsgerichtssekretär und bis April 1924 Justizoberinspektor in Iserlohn. Danach war er Syndikus des Einzelhandelsverbandes für den Stadt- und Landkreis Iserlohn.
Bartscher, der katholischer Konfession war, schloss sich dem Zentrum an und war Vorstandsmitglied des Provinzialverbandes Westfalen seiner Partei. Von 1909 bis November 1918 gehörte er dem Preußischen Abgeordnetenhaus an. In Iserlohn war er Stadtverordneter und Stadtrat. 1921 bis 1933 gehörte er für den Wahlkreis Iserlohn Stadt und Land dem Provinziallandtag der Provinz Westfalen an. Dieser wählte ihn als stellvertretendes Mitglied von Januar 1930 bis zu seiner Auflösung 1933 in den Preußischen Staatsrat.